# Vingt Mille Lieues sur la Terre
Pour plus de détails, voir Fiche technique et Distribution.
Vingt Mille Lieues sur la Terre (russe : Леон Гаррос ищет друга, Leon Garros ishchet druga) est un film  franco-soviétique, réalisé par Marcello Pagliero en 1959 et sorti en salles en 1961.

## Synopsis
Le journaliste français Léon Garros se rend à Moscou avec ses collègues pour un reportage. Tous s'installent à l'hôtel Ukraine et découvrent la capitale. Profitant de son séjour, Garros décide de retrouver Boris Vaganov avec qui il s'était échappé d'un camp de concentration quinze ans plus tôt. Ne trouvant pas Vaganov à l'adresse donnée par le bureau de renseignements, il entreprend un long voyage à travers l'URSS (Stalingrad, Bratsk, Rostov, Stalino, Lougansk, Jdanov, Bratsk). Il suit l'itinéraire tracé par son traducteur Nikolaï, qui le fait pour sa part dans un tout autre but : il recherche la fiancée de son frère.

## Fiche technique
- Réalisation : Marcello Pagliero
- Scénario : Leonid Zorine, Sergueï Mikhalkov, Michel Cournot
- Photographie : Vladimir Rapoport (ru), Gueorgui Garibian
- Casting : Isaak Maguiton (ru)
- Directeur artistique : Piotr Pachkevitch (ru), Noy Senderov (ru)
- Compositeur : Nikita Bogoslovski, José Padilla
- Script-girl : Madeleine Billeaud
- Durée : 98 minutes
- Tournage : du 22 février au 18 juillet 1960
- Pays :  Union soviétique,  France et  Italie
- Titre français alternatif : Durand chez Popov
- Date de sortie : 1961 en France

## Distribution
- Tatiana Samoïlova : Natacha, chanteuse
- Jean Rochefort : Fernand
- Jean Gaven : Grégoire
- Léon Zitrone : Léon Garros, journaliste
- Youri Belov : Nicolaï Savine, traducteur
- Françoise Deldick
- Lioudmila Martchenko : hôtesse d'ascenseur de l'hôtel Ukraine
- Valentin Zoubkov : Andreï Savine, fiancé de Natacha
- Evgueni Bourenkov (ru) : Boris Vaganov, ami russe de Léon Garros
- Valentina Koutsenko (ru) : Olga
- Vladimir Ivachov : Fedia, jeune ouvrier à Bratsk
- Nina Nikitina (ru) : mère de Fedia
- Antonina Maksimova (ru) : directeur de kolkhoze
- Zinovi Gerdt : narrateur dans la version russe

## Autour du film
Seconde coproduction franco-soviétique après Normandie-Niémen, Vingt mille lieues sur la Terre est une tentative de renforcer les liens entre les industries cinématographiques des deux pays. L'opération avait notamment pour but de favoriser l'exportation des films français en URSS qui représentait, du fait de sa population, un marché très important. Le film est d'abord annoncé sous le titre À l'Est, quoi de nouveau ?, avec en vedette Tatiana Samoïlova, l'actrice soviétique la plus connue en Occident grâce à son rôle dans Quand passent les cigognes. La réalisation de ce film, aux nets accents propagandistes, est confiée à l'Italien Marcello Pagliero, militant communiste convaincu. Le film tente de donner de l'URSS la meilleure image possible : Jean Rochefort, qui tient l'un des rôles principaux, en parle par la suite comme d'un long-métrage « à la gloire des tracteurs, des usines et des futurs Tchernobyl ».  L'un des autres rôles principaux masculins est offert à Léon Zitrone, vedette de la télévision française. Bien que fort anti-soviétique car issu d'une famille de Russes blancs, le journaliste se laisse convaincre par le montant de son cachet, l'expérience lui donnant également l'occasion de redécouvrir son pays natal où il n'est pas revenu depuis l'âge de trois ans. Pour les besoins du tournage, il obtient de la RTF un congé exceptionnel de trois mois.
Censé durer trois mois, le tournage se prolonge finalement pendant près de onze mois. En effet, les tracasseries administratives se multiplient en URSS : les autorisations de tournage sont données puis retirées sans explication,ce qui oblige le scénariste, le critique de cinéma Michel Cournot, à réécrire dialogues et scénario au jour le jour. Selon le témoignage de Jean Rochefort, les techniciens soviétiques, dont les primes dépendent de la durée du tournage, font tout pour que le film prenne du retard, allant jusqu'à faire régulièrement boire Marcello Pagliero pour le rendre incapable de travailler. Un conflit éclate en outre entre le réalisateur et son chef-opérateur Gueorgui Garibian, cadre influent du Parti communiste de l'Union soviétique : là où Pagliero, adepte du néoréalisme, veut filmer l'URSS au naturel, Garibian tient à donner du pays l'image la plus esthétisante et la plus avantageuse possible. Pagliero se voit ainsi interdire de filmer une charrette tirée par des chevaux, car la consigne soviétique du moment est de mettre en valeur les tracteurs. Les mois de tournage, à travers l'URSS, prennent des allures de calvaire pour l'équipe française et Léon Zitrone tente plusieurs fois, en vain, de dénoncer son contrat. Zitrone tourne d'août à novembre, tandis que Rochefort reste bloqué en URSS pendant l'essentiel du tournage. Tatiana Samoïlova, dont l'arrivée sur le tournage est retardée de nombreuses fois, apporte tardivement du soutien aux Français.
À l'été 1960, le film, présenté comme une production de prestige, est annoncé en une du Film français sous le titre Vingt mille lieues pour une femme. Devant le peu d'enthousiasme des exploitants, sa sortie est finalement programmée à la mi-janvier 1961, considérée comme une période creuse. Rebaptisé Vingt mille lieues sur la Terre une semaine avant sa sortie, il n'attire que 50000 spectateurs en France. Devant le manque de succès commercial, le distributeur lui donne au bout de quelques jours le nouveau titre, supposé plus vendeur, de Durand chez Popov, sans attirer davantage de spectateurs. A contrario, le film est vu par plus de vingt millions de spectateurs en URSS, où il est sorti sous le titre Léon Garros cherche son ami.
Jean Rochefort commente pour sa part que le nouveau titre « n'a rien changé, c'était toujours aussi nul ». L'acteur dira plus tard avoir été « marqué à jamais » par cette expérience qui lui a ôté toute illusion sur le système soviétique. Bien que considérant le film comme « une des hontes de [sa] vie », il rencontre sur le tournage une jeune Polonaise,  Aleksandra Moskwa, qui deviendra sa seconde épouse. Léon Zitrone, qui garde également de l'expérience un mauvais souvenir, met quant à lui à profit ses mois de présence en Union soviétique pour réaliser le livre-reportage Léon Zitrone vous parle de l'URSS, succès de librairie qui s'écoule à l'époque à 100 000 exemplaires.